# Индиански университет в Блумингтън
Индианският университет в Блумингтън (Indiana University Bloomington, IU Bloomington) е публичен изследователски университет, разположен в Блумингтън, Индиана, Съединени американски щати. Основан е през 1820 г. и е основният кампус на системата на Индиланския университет, която включва няколко висши учебни заведения в щата Индиана. Университетът има над 40 000 студенти в бакалавърски и магистърски програми и предлага обучение в различни академични области, включително музика, бизнес, природни науки и хуманитарни науки. Индианският университет е дом на Музикалното училище „Джейкъбс“, едно от най-големите музикални училища в САЩ, както и на Бизнес училището „Кели“ и Училището по публични и екологични въпроси „О'Нийл“.
Индианският университет в Блумингтън трябва да се разграничава от системата на Индиланския университет, която включва няколко други кампуса като IU Indianapolis, IU Northwest и IU South Bend. Блумингтън е най-големият кампус и предлага повечето научноизследователски програми и напреднали академични степени. Университетът също има спортни отбори, които се състезават в NCAA Division I под името Indiana Hoosiers.